# Phymaturus alicahuense
Phymaturus alicahuense — вид ігуаноподібних ящірок родини Liolaemidae. Ендемік Чилі.

## Поширення і екологія
Phymaturus alicahuense відомі з кількох місцевостей, розташованих в Андах на півночі регіону Вальпараїсо, зокрема в районі Лагуни-Чепікаль. Вони живуть в гірських чагарникових заростях. Зустрічаються на висоті від 2500 до 3100 м над рівнем моря. 